# Leucania polemusa
Leucania polemusa är en fjärilsart som beskrevs av Swinhoe 1885. Leucania polemusa ingår i släktet Leucania och familjen nattflyn. Inga underarter finns listade i Catalogue of Life.